# ミハイル・コーガン
- ミハイル・コーガン
- ミハエル・コーガン

ミハイル・コーガン（ウクライナ語: Михайло Коган, 英語: Michael Kogan、1920年1月1日 - 1984年2月5日）は、ユダヤ系ウクライナ人の実業家、タイトー創業者。

## 経歴

### 極東のユダヤ人
1920年1月、ウクライナのオデッサにて、建設会社の経営者の6人兄弟の末子として生まれる。1932年、ロシア革命の混乱を避けるため満洲のハルビンに移住し、地元の商業高校を卒業する。
1938年にハルビンで開催された「第2回極東ユダヤ人大会」では、シオニスト青年団の1人として参加し、ハルビン特務機関長・樋口季一郎、大連特務機関長・安江仙弘に出会う。
「極東のユダヤ人保護」に奮戦する安江大佐に感銘を受け、親日家となったコーガンは、翌1939年（19歳の時）に来日し、東京の「早稲田経済学院」で貿易実業を学んだ。5年間の日本滞在中、ロシア文学者の米川正夫の家に下宿し、ドストエフスキーの著作の翻訳を手伝った。

### 来日後の事業
1944年、コーガンは上海から天津に渡って貿易実務を取得した。1946年からは貿易商となり、翌47年には結婚した。1950年に再び来日。「太東洋行」という個人営業の輸入会社を始め、世田谷の仮住まいで雑貨の輸入業を営んだ。「太東」とは、極「東」と猶「太」人、すなわち「極東のユダヤ人」の意であり、みずからの民族的出自を示している。1953年に一度仕切りなおして株式会社太東貿易を創業、これが後のタイトーとなる。太東貿易以後の企業概要についてはタイトーを参照。
1954年、シベリアに抑留され病死した安江の葬儀の開催に尽力する。4月26日、青山斎場で行なわれた安江大佐の慰霊祭は、平凡社の下中弥三郎社長を委員長として執行された。駐日イスラエル公使、在日ユダヤ人協会長、陸士21期生代表など多数が参列した。
1984年、出張中にアメリカ合衆国のロサンゼルスで心臓発作により死去。64歳だった。
タイトーが経営するゲームセンターで使われるメダルゲーム用の「メダル」には、コーガンの肖像が描かれているものが長く使われていたが近年は「インベーダー柄」のものが使われていることが多い。
息子のアブラハム（愛称アバ）はモナコに住んでいる。娘のリタは南カリフォルニアに住んでおり、リチャード・エドランドと結婚した。彼女はタイトーが2006年にスクウェア・エニックスの完全子会社になるまで、同社の株式を8.5%所有していた。コーガンの妻が2013年に死去した後、海外財産分の相続税110億円を滞納していることが発覚する。